# Diana Dors
Diana Fluck, dite Diana Dors, est une actrice anglaise, née à Swindon (Wiltshire) le 23 octobre 1931 et morte à Windsor (Berkshire) le 4 mai 1984.

## Carrière
Diana Dors s'impose dans les années 1950 comme la blonde érotique (cf. les titres Fièvre blonde et La Blonde enjôleuse) d'un cinéma britannique dominé par les brunes (Jean Simmons et Joan Collins après Merle Oberon et Vivien Leigh) et qui alors importe des blondes étrangères (Odile Versois, Brigitte Bardot).
Elle tourne ses premiers films avec David Lean, Charles Crichton, Frank Launder, Terence Fisher - entre autres - et tient deux rôles importants dans L'Enfant et la Licorne de Carol Reed, film dans lequel elle a Celia Johnson pour partenaire, puis  le suspense américain La Femme et le Rôdeur, réalisé par John Farrow, où elle impose son talent dramatique face à Rod Steiger. 
Sacrée star internationale, elle tourne avec Victor Mature et Vittorio Gassman, se partageant principalement entre thrillers et comédies, en Italie (avec Luigi Zampa), Espagne et plus tard Suède. 
Mais le succès au cinéma diminue rapidement. Jack Cardiff et Michael Winner la dirigent encore au début des années 1960, et elle joue son propre rôle (limité) dans une farce française des Branquignols réalisée à Londres en 1964. Ses rôles se réduisent, passant au second ou troisième plan derrière ceux de Carol Lynley, Goldie Hawn et Raquel Welch. Malgré des participations aux films de Jerzy Skolimowski et Jacques Demy, l'actrice se partage entre films d'horreur (avec Freddie Francis) et érotisme fortement marqués. Le Cercle de sang (1967) marque sa rencontre avec Joan Crawford.
Diana Dors travaille pour la télévision depuis 1960, apparaissant au côté de Jack Benny ou Red Skelton, puis dans Alfred Hitchcock présente, The Alfred Hitchcock Hour, L'Homme à la Rolls, avant d'interpréter le rôle-titre de Queenie's Castle en 1970-1972. Sur le tard, toujours pour le petit écran, elle incarne Hélène de Troie (1979) et s'illustre dans des adaptations de Shakespeare (Timon of Athens en 1981) et de Dr Jekyll et Mr. Hyde (1980, avec David Hemmings en vedette).
En 1981, elle fut la première actrice de cinéma célèbre à apparaître dans le clip vidéo Prince Charming, d'Adam Ant and the Ants, dans lequel elle joue le rôle de la Fée marraine dans une parodie de Cendrillon ; sa photo figure au premier rang à droite sur la pochette de l'album Sgt. Pepper's Lonely Hearts Club Band des Beatles.
Sa carrière s'achève avec Steaming, un film de Joseph Losey dans lequel elle côtoie Vanessa Redgrave et Sarah Miles.

## Filmographie partielle

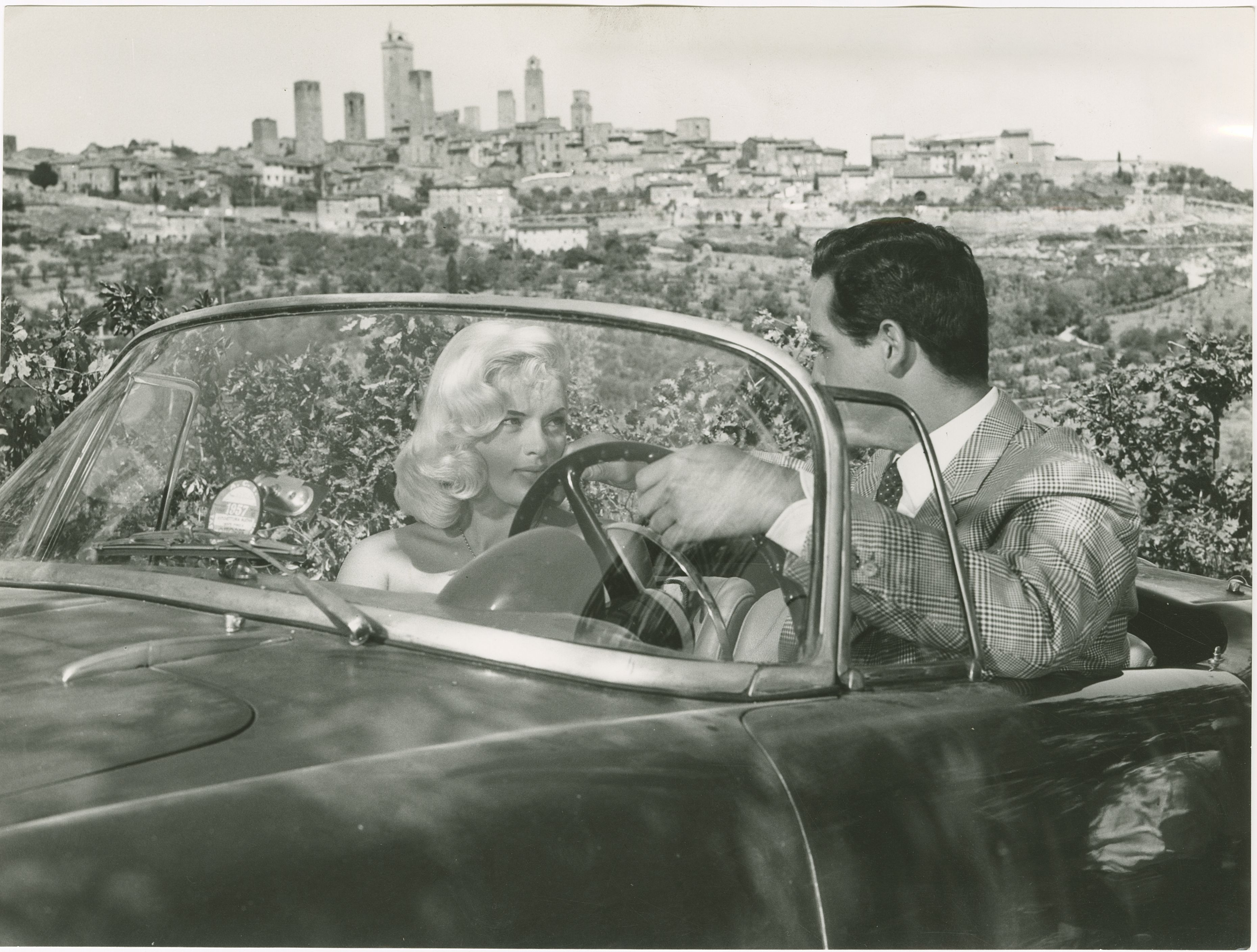
Diana Dors et Vittorio Gassman dans La Blonde enjôleuse (1957).

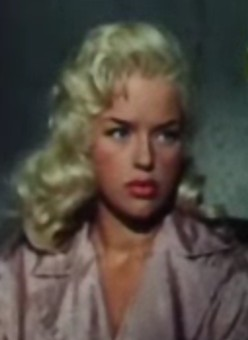
Diana Dors dans La Femme et le Rôdeur (1957).

- 1946 : The Shop at Sly Corner de George King
- 1947 : Holiday Camp de Ken Annakin
- 1947 : Dancing with Crime de John Paddy Carstairs : Annette
- 1948 : Les Ailes brûlées (Good-Time Girl) de David MacDonald : Lyla Lawrence
- 1948 : The Calendar de Arthur Crabtree : Hawkins
- 1948 : Penny and the Pownall Case de Slim Hand : Molly James
- 1948 : Oliver Twist de David Lean : Charlotte
- 1948 : My Sister and I de Harold Huth : Dreary Girl
- 1948 : Here Come the Huggetts de Ken Annakin : Diana
- 1949 : Vote for Huggett de Ken Annakin : Diana
- 1948 : It's not Cricket de Roy Rich et Alfred Roome
- 1950 : Diamond City de David MacDonald : Dora
- 1950 : Le Démon de la danse (Dance Hall) de Charles Crichton : Carole
- 1951 : Worm's Eye View de Jack Raymond : Thelma
- 1951 : Lady Godiva (Lady Godiva Rides Again) de Frank Launder : Dolores August
- 1952 : The Last Page de Terence Fisher : Ruby Bruce
- 1952 : My Wife's Lodger de Maurice Elvey : Eunice Higginbotham
- 1952 : The Great Game de Maurice Elvey :  Lulu Smith
- 1953 : Le Saint défie Scotland Yard (The Saint's Return) de Seymour Friedman : la blonde
- 1954 : Filles sans joie (The Weak and the Wicked) de J. Lee Thompson : Betty Brown
- 1955 : L'Enfant et la Licorne (A Kid for Two Farthings) de Carol Reed : Sonia
- 1955 : An Alligator Named Daisy de J. Lee Thompson : Vanessa Colebrook
- 1956 : Peine Capitale (Yield to the Night) de J. Lee Thompson : Mary Hilton
- 1957 : La Femme et le Rôdeur (The Unholy Wife) de John Farrow : Phyllis Hochen
- 1957 : Les Trafiquants de la nuit (The Long Haul) de Ken Hughes : Lynn
- 1957 : La Blonde enjôleuse (La ragazza del palio) de Luigi Zampa : Diana Dixon
- 1958 : I Married a Woman de Hal Kanter : Janice Blake Briggs
- 1958 : Passeport pour la honte (Passport to Shame) d'Alvin Rakoff : Vicki
- 1960 : Scent of Mystery de Jack Cardiff : Winifred Jordan
- 1961 : La Doublure du général (On the Double) de Melville Shavelson : Bridget Stanhope
- 1961 : King of the Roaring 20's: The Story of Arnold Rothstein de Joseph M. Newman : Madge
- 1963 : West 11 de Michael Winner : Georgia
- 1964 : Allez France ! de Robert Dhéry : elle-même
- 1966 : The Sandwich Man de Robert Hartford-Davis
- 1967 : Le Coup du lapin (Danger Route) de Seth Holt : Rhoda
- 1967 : Le Cercle de sang (Berserk!) de Jim O'Connolly : Matilda
- 1968 : Les requins volent bas  (Hammerhead) de David Miller : Kit
- 1970 : Une fille dans ma soupe (There's a Girl in My Soup) de Roy Boulting : la femme de John
- 1970 : Deep End de Jerzy Skolimowski : Une cliente
- 1971 : Un colt pour trois salopards (Hannie Caulder) de Burt Kennedy : Madame
- 1972 : Le Joueur de flûte (The Pied Piper) de Jacques Demy : Dame Poppendick
- 1972 : The Amazing Mr. Blunden de Lionel Jeffries : Mrs. Wickens
- 1972 : Every Afternoon de Joseph W. Sarno : Margareta
- 1973 : Nothing but the Night de Peter Sasdy : Anna Harb
- 1973 : Théâtre de sang (Theater of Blood) de Douglas Hickox : Maisie Psaltery
- 1973 : Steptoe and Son Ride Again de Peter Sykes : la femme dans l'appartement
- 1974 : Frissons d'outre-tombe (From Beyond the Grave) de Kevin Connor, segment 2 : An Act of Kindness : Mabel Lowe
- 1974 : Un tueur sous influence (Craze) de Freddie Francis : Dolly Newman
- 1975 : The Amorous Milkman de Derren Nesbitt : Rita Jones
- 1975 : Champagnegalopp de Vernon P. Becker : Madame Helena
- 1975 : Bedtime with Rosie de Wolf Rilla : Annie
- 1975 : Three for All de Martin Campbell : Mrs. Ball
- 1976 : Les Aventures érotiques d'un chauffeur de taxi (Adventures of a Taxi Driver) de Stanley A. Long : Mrs. North
- 1976 : Keep it up Downstairs de Robert Young : Daisy Dureneck
- 1977 : Adventures of a Private Eye de Stanley A. Long : Mrs. Horne
- 1979 : Confessions from the David Galaxy Affair de Willy Roe : Jenny Stride
- 1985 : Steaming de Joseph Losey : Violet